# Flora MacDonald
Flora MacDonald (in gaelico scozzese Fionnghal NicDhòmhnaill) (1722 – 4 marzo 1790) è stata una patriota britannica, ricordata per aver aiutato Charles Edward Stuart a eludere le truppe governative dopo la battaglia di Culloden, nell'aprile 1746.

## Biografia

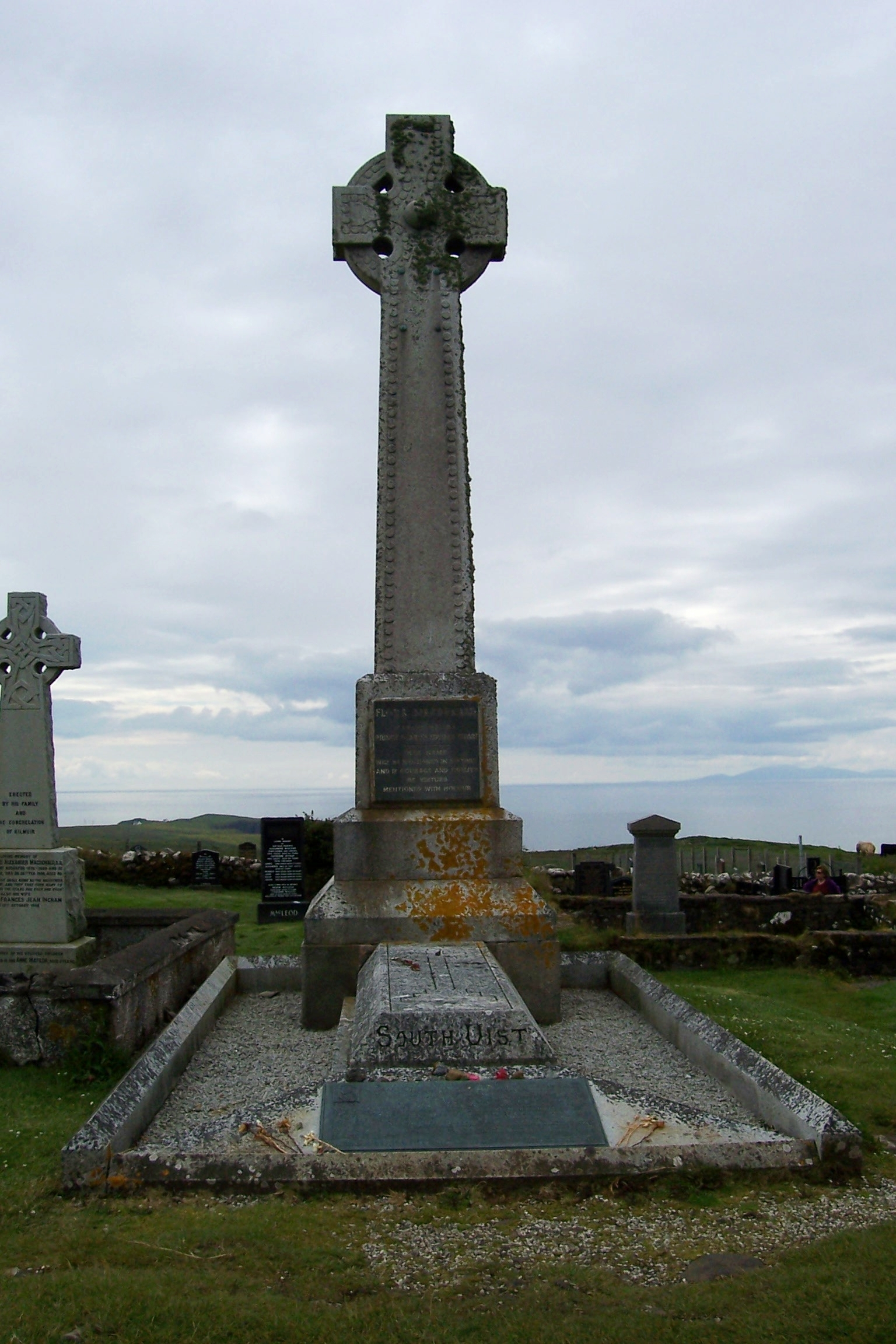
Tomba di Flora MacDonald, Isola di Skye

Flora nacque a Milton sull'isola di South Uist nell'arcipelago delle Ebridi Esterne della Scozia, era la figlia di Ranald MacDonald, e della sua seconda moglie Marion, figlia di Angus MacDonald. Suo padre apparteneva alla piccola nobiltà del Clan Macdonald of Clanranald ed aveva altri due figli dalla prima moglie, Annabel e James e dalla seconda due maschi, Ronald, che morì giovane e Angus, che in seguito ereditò il Milton tack.
Suo padre morì nel 1723, quando lei era ancora bambina, e sua madre si risposò quattro anni dopo con Hugh MacDonald. Fu allevata sotto la cura del capo del suo clan, i Macdonalds di Clanranald  cugino di suo padre, e fu parzialmente educata ad Edimburgo. Per tutta la vita fu una praticante presbiteriana.

## Nell'arte

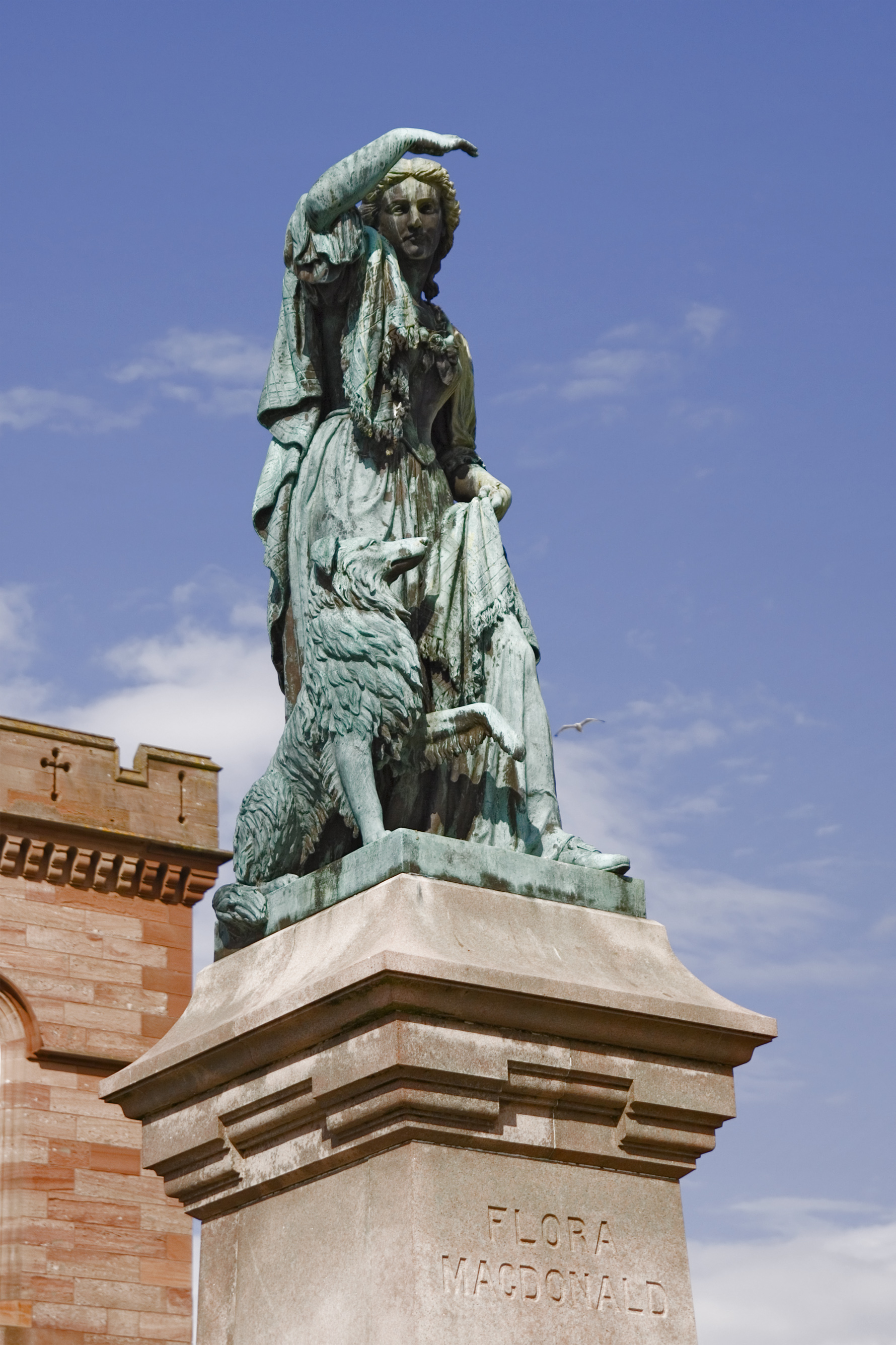
Statua di Flora MacDonald, Castello di Inverness

Flora MacDonald è commemorata da una statua di bronzo nel castello di Inverness (sul Castle Hill, anche noto come Castle Wynd), progettata da Andrew Davidson, eretta nel 1896.
La "Flora MacDonald's Fancy" è un ballo delle Highlands scozzesi coreografato in suo onore, presumibilmente basato su una danza che ella eseguì per Bonnie Prince Charlie. È noto per i suoi passi e movimenti graziosi.

## Nella cultura di massa
- Il suo personaggio appare nella sesta stagione di Outlander.[4]